# 卡瓦約科查

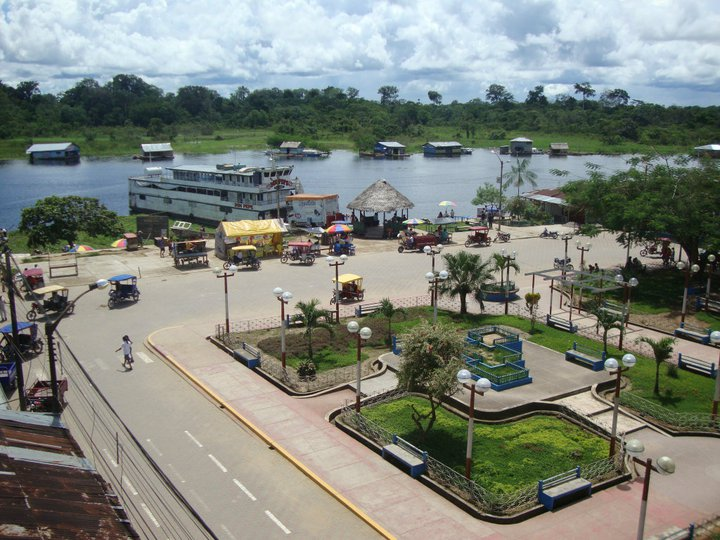

卡瓦約科查（西班牙語：Caballococha），是秘魯的城鎮，位於該國東北部洛雷託大區，是雷蒙卡斯蒂利亞元帥省的首府，處於亞馬遜河右岸，距離伊基托斯325公里，海拔高度48米，2007年人口18,000。